# Preszler Ágnes
Preszler Ágnes (Budapest, 1961. július 28.–) műfordító, festőművész.
Elsőként fordította le Pier Paolo Pasolini művét, a Tisztátalan cselekedetek – Amado miót magyar nyelvre, amely a Kalligram Kiadónál jelent meg, Pozsony–Budapest 2008.
Honlapján saját fordításai: magyar klasszikus költők versei és magyar népmesék olvashatók olasz nyelven. Fordításai megtalálhatók a Magyar Elektronikus Könyvtár állományában is.
Festészeti stílusa realizmus és impresszionizmus. Technika: ceruzarajz, szénrajz, pasztell, akril és olajfestés.
Szentendrén (Szentendre) a Rákóczi utcai általános iskolában Szösz Jenő rajztanár, festőművész tanítványa volt. Jóval később, már Olaszországba való költözése (1990) után komolyan kezdett a festészettel foglalkozni, teljesen autodidakta módon. A nevéhez fűződik a "Ciociaria nell'arte dei maestri dell'800" kollekció létrehozása amely nagy, 19. századbeli festők (pl. Sargent, Bouguereau, Corot stb.) Olaszország Ciociaria (Lazio) nevű régiójában festett, illetve onnan származó modelleket ábrázoló képek másolatait tartalmazza. (Az egyik festmény - Titus ív Rómában, - eredetijét a budapesti Szépművészeti Múzeumban őrzik.) Ez a jelenleg ismert legnagyobb ilyen témájú gyűjtemény. Sajàt alkotásai nagy részét arcképek alkotják.

## Külső hivatkozások
- www.pagnes.tk Archiválva 2017. augusztus 13-i dátummal a Wayback Machine-ben
- Pasolini Tisztátalan cselekedetek - Amado mio, Kalligram
- Poesie dalla letteratura classica ungherese
- Poesie, racconti e fiabe ungheresi in italiano Archiválva 2015. április 19-i dátummal a Wayback Machine-ben
- Blog
- "La Ciociaria nell'arte dei maestri dell'800" (Ciociaria a 19. századbeli nagy festők műveiben) kollekció